# Torneo Clausura 2012 (Guatemala)
El Torneo de Clausura 2012 fue el 26º torneo corto del fútbol guatemalteco, dando fin a la temporada 2011-2012 de la Liga Nacional de Fútbol de Guatemala.

## Equipos participantes
| Club                                   | Ciudad              | Departamento   | Estadio                            | Capacidad |
| -------------------------------------- | ------------------- | -------------- | ---------------------------------- | --------- |
| Club Social y Deportivo Comunicaciones | Ciudad de Guatemala | Guatemala      | Estadio Cementos Progreso          | 17.000    |
| Club Social y Deportivo Municipal      | Ciudad de Guatemala | Guatemala      | Estadio Mateo Flores               | 30.000    |
| Club Social y Deportivo Suchitepéquez  | Mazatenango         | Suchitepéquez  | Estadio Carlos Salazar Hijo        | 10.000    |
| Deportivo Malacateco                   | Malacatán           | San Marcos     | Estadio Santa Lucía                | 3.000     |
| Deportivo Marquense                    | San Marcos          | San Marcos     | Estadio Marquesa de la Ensenada    | 10.000    |
| Deportivo Mictlán                      | Asunción Mita       | Jutiapa        | Estadio La Asunción                | 3.000     |
| Deportivo Petapa                       | San Miguel Petapa   | Guatemala      | Estadio Julio Armando Cobar        | 7.500     |
| Deportivo Zacapa                       | Zacapa              | Zacapa         | Estadio David Ordóñez Bardales     | 10.000    |
| Heredia Jaguares                       | Morales             | Izabal         | Estadio Del Monte                  | 3.000     |
| Juventud Retalteca                     | Retalhuleu          | Retalhuleu     | Estadio Óscar Monterroso Izaguirre | 8.000     |
| Peñarol La Mesilla                     | La Democracia       | Huehuetenango  | Estadio Comunal de La Mesilla      | 10.000    |
| Xelajú Mario Camposeco                 | Quetzaltenango      | Quetzaltenango | Estadio Mario Camposeco            | 11.000    |
|                                        |                     |                |                                    |           |

### Equipos por Departamento
| Departamento                                      | N.º | Equipos                           |
| ------------------------------------------------- | --- | --------------------------------- |
| Guatemala                                         | 3   | Comunicaciones, Municipal, Petapa |
| San Marcos                                        | 2   | Malacateco, Marquense             |
| Huehuetenango                                     | 1   | Peñarol La Mesilla                |
| Izabal                                            | 1   | Heredia Jaguares                  |
| Jutiapa                                           | 1   | Mictlán                           |
| Quetzaltenango                                    | 1   | Xelajú                            |
| Archivo:Coat of arms of Retalhuleu.gif Retalhuleu | 1   | Juventud Retalteca                |
| Suchitepéquez                                     | 1   | Suchitepéquez                     |
| Zacapa                                            | 1   | Zacapa                            |

## Fase de clasificación
|  | Pos. | Equipos            | PJ | PG | PE | PP | GF | GC | Dif. | PTS | Clasificación                     |
|  | ---- | ------------------ | -- | -- | -- | -- | -- | -- | ---- | --- | --------------------------------- |
|  | 1º   | Comunicaciones     | 22 | 13 | 3  | 6  | 39 | 23 | +16  | 42  | Semifinales                       |
|  | 2º   | Marquense          | 22 | 10 | 8  | 4  | 38 | 18 | +20  | 38  | Semifinales                       |
|  | 3º   | Xelajú MC          | 22 | 8  | 10 | 4  | 27 | 22 | +5   | 34  | Reclasificación a las semifinales |
|  | 4º   | Municipal          | 22 | 8  | 7  | 7  | 30 | 24 | +6   | 31  | Reclasificación a las semifinales |
|  | 5º   | Suchitepéquez      | 22 | 8  | 7  | 7  | 33 | 31 | +2   | 31  | Reclasificación a las semifinales |
|  | 6º   | Heredia Jaguares   | 22 | 9  | 4  | 9  | 30 | 35 | -5   | 31  | Reclasificación a las semifinales |
|  | 7º   | Petapa             | 22 | 8  | 6  | 8  | 23 | 23 | 0    | 30  |                                   |
|  | 8º   | Mictlán            | 22 | 9  | 2  | 22 | 25 | 37 | -12  | 29  |                                   |
|  | 9°   | Malacateco         | 22 | 7  | 6  | 9  | 21 | 30 | -9   | 27  |                                   |
|  | 10º  | Peñarol La Mesilla | 22 | 6  | 7  | 9  | 32 | 26 | +6   | 25  |                                   |
|  | 11º  | Zacapa             | 22 | 6  | 7  | 9  | 27 | 37 | -10  | 25  |                                   |
|  | 12º  | Juventud Retalteca | 22 | 4  | 5  | 13 | 20 | 39 | -19  | 17  |                                   |
|  |      |                    |    |    |    |    |    |    |      |     |                                   |

## Líderes Individuales
Estos fueron los líderes de goleo y porteros menos vencidos.

### Trofeo Juan Carlos Plata
Posiciones Finales.
| N.º | Jugador              | Goles | Penales | Equipo                 |
| --- | -------------------- | ----- | ------- | ---------------------- |
|     | Henry Hernández      | 16    | 8       | Heredia Jaguares       |
| 2   | Carlos Asprilla      | 11    | 0       | Deportivo Mictlán      |
| 2   | Terencio de Oliveira | 11    | 0       | Deportivo Marquense    |
| 2   | Fernando Gallo       | 11    | 3       | Peñarol La Mesilla     |
| 2   | Israel Silva         | 11    | 3       | Xelajú Mario Camposeco |
| 6   | Juan José Valenzuela | 10    | 0       | Deportivo Zacapa       |
| 6   | Sandro Zamboni       | 10    | 2       | Deportivo Petapa       |

### Trofeo Josue Danny Ortiz
Posiciones Finales.
| N.º | Jugador                 | Partidos | Goles | Promedio | Equipo                                 |
| --- | ----------------------- | -------- | ----- | -------- | -------------------------------------- |
|     | Ricardo Jerez           | 21       | 17    | 0.81     | Deportivo Marquense                    |
| 2   | Ricardo Trigueño Foster | 21       | 22    | 1.05     | Deportivo Petapa                       |
| 3   | Fernando Patterson      | 19       | 20    | 1.05     | Xelajú Mario Camposeco                 |
| 4   | Juan José Paredes       | 21       | 23    | 1.10     | Club Social y Deportivo Comunicaciones |

## Fase Final
|  | Clasificación a Semifinales | Clasificación a Semifinales | Clasificación a Semifinales | Clasificación a Semifinales | Clasificación a Semifinales |  |  | Semifinales | Semifinales    | Semifinales | Semifinales | Semifinales |  |  | Final | Final           | Final | Final | Final |
|  |                             |                             |                             |                             |                             |  |  |             |                |             |             |             |  |  |       |                 |       |       |       |
|  |                             |                             |                             |                             |                             |  |  | 2           | Marquense      | 0           | 1           | 1           |  |  |       |                 |       |       |       |
|  | 3                           | Xelajú M.C.                 | 1                           | 6                           | 7                           |  |  | 3           | Xelajú M.C.    | 1           | 1           | 2           |  |  |       |                 |       |       |       |
|  | 6                           | Heredia Jaguares            | 2                           | 2                           | 4                           |  |  |             |                |             |             |             |  |  | 3     | Xelajú M.C. (p) | 0     | 2     | 2 (3) |
|  |                             |                             |                             |                             |                             |  |  |             |                |             |             |             |  |  | 4     | Municipal       | 1     | 1     | 2(1)  |
|  |                             |                             |                             |                             |                             |  |  | 1           | Comunicaciones | 0           | 1           | 1           |  |  |       |                 |       |       |       |
|  | 4                           | Municipal                   | 1                           | 3                           | 4                           |  |  | 4           | Municipal      | 0           | 2           | 2           |  |  |       |                 |       |       |       |
|  | 5                           | Suchitepequez               | 2                           | 0                           | 2                           |  |  |             |                |             |             |             |  |  |       |                 |       |       |       |

## Final
| 16 de mayo de 2012 (20:00 ) | Municipal              | 1-0 (0-0) | Xelaju MC | Estadio Mateo Flores, Ciudad de Guatemala               |                                                         |
|                             | Eliseo Quintanilla 83' |           |           | Asistencia: 12,662 espectadores Árbitro(s): Oscar Reyna | Asistencia: 12,662 espectadores Árbitro(s): Oscar Reyna |

| 19 de mayo de 2012 (20:00 ) | Xelajú MC                                                          | 2-1 (1-0 ; 2-1 t.s.) (3 - 1 p.) | Municipal                                                    | Estadio Mario Camposeco, Quetzaltenango                      |                                                              |
|                             | Israel Silva 4' · Wilber Caal 78'                                  |                                 | Manuel León 60'                                              | Asistencia: 11,500 espectadores Árbitro(s): Jonathan Polanco | Asistencia: 11,500 espectadores Árbitro(s): Jonathan Polanco |
|                             |                                                                    | Tiros desde el punto penal      |                                                              |                                                              |                                                              |
|                             | Israel Silva · Wilber Caal · Fernando Patterson · Sergio Morales · |                                 | Manuel León · Evandro Ferreira · Saúl Phillips · Yony Flores |                                                              |                                                              |

|                                |
| Xelajú M.C. Campeón 5° Título. |
|                                |

## Tabla acumulada
|  | Pos. | Equipos            | PJ | PG | PE | PP | GF | GC | Dif. | PTS | Clasificación                      |
|  | ---- | ------------------ | -- | -- | -- | -- | -- | -- | ---- | --- | ---------------------------------- |
|  | 1º   | Comunicaciones     | 44 | 21 | 14 | 9  | 66 | 43 | +23  | 77  |                                    |
|  | 2º   | Marquense          | 44 | 19 | 17 | 8  | 69 | 38 | +31  | 74  |                                    |
|  | 3º   | Suchitepéquez      | 44 | 22 | 8  | 14 | 67 | 52 | +15  | 74  |                                    |
|  | 4º   | Xelajú MC          | 44 | 19 | 15 | 10 | 57 | 42 | +12  | 72  | Liga de Campeones Concacaf 2012-13 |
|  | 5º   | Heredia Jaguares   | 44 | 19 | 9  | 16 | 65 | 65 | 0    | 66  |                                    |
|  | 6º   | Municipal          | 44 | 16 | 17 | 11 | 67 | 46 | +21  | 65  | Liga de Campeones Concacaf 2012-13 |
|  | 7º   | Peñarol La Mesilla | 44 | 14 | 14 | 16 | 68 | 57 | +11  | 56  |                                    |
|  | 8º   | Malacateco         | 44 | 11 | 16 | 17 | 50 | 72 | -22  | 49  |                                    |
|  | 9°   | Mictlán            | 44 | 14 | 7  | 23 | 48 | 76 | -28  | 49  |                                    |
|  | 10º  | Petapa             | 44 | 11 | 15 | 18 | 47 | 56 | -9   | 48  |                                    |
|  | 11º  | Zacapa             | 44 | 11 | 13 | 20 | 54 | 80 | -26  | 46  | Descendidos                        |
|  | 12º  | Juventud Retalteca | 44 | 8  | 13 | 23 | 44 | 72 | -28  | 37  | Descendidos                        |
|  |      |                    |    |    |    |    |    |    |      |     |                                    |